# Burg Weißenburg (Klettgau)
Die Burg Weißenburg ist eine abgegangene hochmittelalterliche Höhenburg in der Nähe von Weisweil, ein Ortsteil der Gemeinde Klettgau im Landkreis Waldshut in Baden-Württemberg. Sie ist nicht zu verwechseln mit der Ganerbenburg Weißenburg im Steinatal, der eigentlichen Burg Roggenbach.

## Lage
Auf einem kleinen Hügel in einem Tal gelegen scheint die Burg im Klettgau ungeschützt, was aber täuscht, denn der den Hügel heute noch umfließende Bach, der Seegraben, füllte einst das ganze Tal zu einem sumpfigen Gelände auf. Der Zugang konnte eigentlich nur von der Nordwestseite erfolgen, wo auch der Lunzihof oder Burgstallhof genannt, steht. Der Seegraben mündet bei Riedern am Sand in den Schwarzbach.

## Geschichte
Die Weißenburg ist eine der ältesten Burgen im Klettgau, erwähnt wird sie erstmals als Wizzinburc predium, () situm in pago Chlegeuwe in comitatu Radebotonis comitis am 29. Oktober 1023 anlässlich einer Schenkung durch Kaiser Heinrich II. an das Kloster Rheinau nach einer Urkunde im Rheinauer Cartular. Vermutlich wurde sie vom Kloster Rheinau um 1023 bis 1092 erbaut.
Zunächst waren die Herren von Weißenburg als Klostervögte bestellt, nach diesen wurden um 1173 die Grafen von Lenzburg Herren der Burg, auf diese folgten durch eine Verfügung König Ottos IV. am 9. Februar 1209 die mit den Regensbergern in Beziehung stehenden Herren von Krenkingen. Als Diethelm von Krenkingen von 1157 bis 1161 Abt des Klosters Rheinau war, übernahmen diese damit ebenfalls die Schutzvogtei über das Kloster Rheinau, jedoch bereits im Mai 1241 bestätigten in der am 14. April von Friedrich II. eingenommenen Stadt Faenza, Diethelm von Krenkingen und seine Söhne Werner und Diethelm den Verzicht und Verkauf über das Vogtrecht für 1200 Mark Silber an Kaiser Friedrich II. Dieser wiederum bestätigte am 17. August 1241 in einer Urkunde, ausgestellt in castris prope Tibur den Rückkauf einschließlich von umliegenden 34 Ortschaften, darunter auch Wizinburch und Nova-Crenkingen, der Kaiser erinnert darin auch an die alten Rechte der Kaiser Barbarossa und Kaiser Heinrich VI. (sein Großvater und Vater).
Bereits 1243 kam es zu Zwistigkeiten und es gelang den Krenkingern in den Wirren nach dem Tod Konradins 1268 die Herrschaft zurückzugewinnen. Im Frühjahr 1288 belagerte Rudolf II. mehrere Wochen lang die Burg als ihm sein Vater Rudolf von Habsburg von Colmar aus zu Hilfe eilte und es gelang ihnen schließlich die Zerstörung durch Untergraben der Mauern. Heute sind nur wenige Mauerreste sichtbar. Im Breisgauer Archiv wird sie 1315 als Wißenburg bezeichnet, vermutlich (wie später auch) nur noch als Herkunftsbezeichnung derer von Krenkingen, von einem Wiederaufbau oder einer weiteren Zerstörung ist nichts überliefert. Eine ähnliche alte Burg war die Burg Tiefenstein.